# Иловайский, Степан Павлович
Степан Павлович Иловайский (1833—1901) — управляющий Хреновским государственным конным заводом (1875—1890), член Совета Главного управления Государственного коннозаводства (1890—1901), шталмейстер (1899). Тайный советник.

## Биография
Родился в 1833 году, был сыном подполковника Павла Николаевича Иловайского, внуком генерала Николая Васильевича Иловайского. Получив домашнее образование, 5 января 1851 года вступил в службу унтер-офицером лейб-гвардии Казачьего полка; 19 апреля 1853 года был произведён в корнеты, а 15 апреля 1856 года — в поручики. С 1857 года был адъютантом наместника Царства Польского. В 1861 году был уволен в отставку с производством в штабс-ротмистры и определён на службу по гражданскому ведомству.
В 1870—1873 годах был предводителем дворянства Области войска Донского. В 1875—1890 годах занимал должность управляющего Хреновским государственным заводом; с 1890 года — член Главного управления государственного казначейства. Кроме того, он был вице-президентом Царскосельского скакового общества, а также членом его попечительного совета. В 1882 году был произведён в действительные статские советники, а в 1899 году — в тайные советники.
В 1880-х годах купил участок земли в Ялте, где в 1888 году по проекту местного талантливого архитектора К. Р. Овсяного был построен особняк в замковом, романтически-готическом стиле, с балюстрадами, башней и пинаклями по углам второго этажа. В 1890-х годах в этом доме бывал его троюродный брат, известный историк Д. И. Иловайский, с которым Степан Павлович крепко дружил. С. П. Иловайский был также дружен со многими выдающимися личностями своего времени: писателем графом Л. Н. Толстым, промышленниками и меценатами С. Т. Морозовым, П. И. Губониным. Ещё в 1869 году он познакомился с оперной певицей Аделиной Патти, которая приезжала в Москву и Санкт-Петербург на гастроли (его представил артистке Д. И. Иловайский, её страстный поклонник и близкий знакомый).
В 1898—1899 годах в ялтинском доме Иловайских жил А. П. Чехов, который называл жену хозяина Капитолину Михайловну, дочь генерал-майора М. М. Венедиктова, «генеральшей».
Степан Павлович умер 23 ноября (6 декабря) 1901 года. Похоронен на Никольском кладбище Александро-Невской лавры.

## Семья
Степан Иловайский был с 1865 года женат на Капитолине Михайловне (урожд. Венедиктовой, 22.09.1847—07.09.1913). Она родилась во Франции, куда её отца М. М. Венедиктова, потомственного дворянина, военного, направили на службу. Он прослужил там 6 лет, женился на юной образованной девушке благородного происхождения Александре Пикте. Михаил Венедиктов познакомился с некоторыми деятелями культуры Франции, в частности с писательницей Жорж Санд, бывал в её литературном кружке и в различных салонах. На гравюре, изображающей многолюдное общество, собравшееся в музыкальном салоне Полины Виардо, маленькая дочь Венедиктовых Капитолина запечатлена сидящей у подножия орга́на в компании детей знаменитой певицы. В 1854 году Михаил Михайлович с женой и дочерью уехал в Россию, где, получив чин генерал-майора, стал вести жизнь помещика.
Будучи супругой Иловайского, Капитолина Михайловна проводила в ялтинском доме музыкальные вечера и творческие встречи по образцу французских салонов XIX в.
Чехов видел в благотворительном любительском спектакле по гоголевской «Женитьбе» дочь Иловайских в роли невесты и отмечал её сценический талант.
У Иловайских было семеро детей:
- Константин (1868—1917)
- Зинаида (1870—1915), была замужем за И. Н. Ефремовым
- Николай (1871—1913)
- Михаил (1877—1933)
- Владимир (1880—1901)
- Павел (1882—1897)
- Александр (1886—?)

К. М. Иловайская умерла на 66-м году жизни, была похоронена на Ауткинском кладбище в Ялте.